# Morgan Barron
Morgan Barron (né le 2 décembre 1998 à Halifax dans la province de la Nouvelle-Écosse au Canada) est un joueur professionnel canadien de hockey sur glace. Il évolue au poste de centre.

## Biographie

### En club
Il termine sa carrière universitaire en signant un contrat d'entrée de 3 ans avec les Rangers de New York, le 31 juillet 2020. Il ne peut pas prendre part aux matchs en séries des Rangers alors que son contrat débute seulement à partir de la saison 2020-2021. Il passe la majeure partie de la campagne 2020-21 avec le Wolf Pack de Hartford. À la fin de la saison, il est rappelé par les Rangers et dispute son premier match en carrière dans la LNH, le 1er mai 2021, face aux Islanders de New York. Quatre jours plus tard, il marque son premier but dans la LNH contre les Capitals de Washington. 
Le 21 mars 2022, il est échangé aux Jets de Winnipeg avec deux choix conditionnels de 2e ronde en 2022 et un choix de 5e tour en 2023 en retour d'Andrew Copp et d'un choix de 6e ronde en 2023.

### Vie privée
Il est le frère aîné de Justin Barron.

## Statistiques

### En club
| Saison     | Équipe                   | Ligue      |     | Saison régulière | Saison régulière | Saison régulière | Saison régulière | Saison régulière |   | Séries éliminatoires | Séries éliminatoires | Séries éliminatoires | Séries éliminatoires | Séries éliminatoires |
| Saison     | Équipe                   | Ligue      | PJ  | B                | A                | Pts              | Pun              | PJ               | B | A                    | Pts                  | Pun                  |                      |                      |
| 2016-2017  | Musketeers de Sioux City | USHL       | 5   | 0                | 0                | 0                | 0                | -                | - | -                    | -                    | -                    |                      |                      |
| 2017-2018  | Big Red de Cornell       | ECAC       | 33  | 5                | 13               | 18               | 31               | -                | - | -                    | -                    | -                    |                      |                      |
| 2018-2019  | Big Red de Cornell       | ECAC       | 36  | 15               | 19               | 34               | 26               | -                | - | -                    | -                    | -                    |                      |                      |
| 2019-2020  | Big Red de Cornell       | ECAC       | 29  | 14               | 18               | 32               | 24               | -                | - | -                    | -                    | -                    |                      |                      |
| 2020-2021  | Wolf Pack de Hartford    | LAH        | 21  | 10               | 11               | 21               | 20               | -                | - | -                    | -                    | -                    |                      |                      |
| 2020-2021  | Rangers de New York      | LNH        | 5   | 1                | 0                | 1                | 2                | -                | - | -                    | -                    | -                    |                      |                      |
| 2021-2022  | Wolf Pack de Hartford    | LAH        | 25  | 9                | 6                | 15               | 10               | -                | - | -                    | -                    | -                    |                      |                      |
| 2021-2022  | Moose du Manitoba        | LAH        | 5   | 1                | 1                | 2                | 0                | 5                | 4 | 2                    | 6                    | 2                    |                      |                      |
| 2021-2022  | Jets de Winnipeg         | LNH        | 14  | 2                | 2                | 4                | 4                | -                | - | -                    | -                    | -                    |                      |                      |
| 2022-2023  | Jets de Winnipeg         | LNH        | 70  | 8                | 13               | 21               | 31               | 5                | 0 | 0                    | 0                    | 2                    |                      |                      |
| 2023-2024  | Jets de Winnipeg         | LNH        | 80  | 11               | 7                | 18               | 23               | -                | - | -                    | -                    | -                    |                      |                      |
| Totaux LNH | Totaux LNH               | Totaux LNH | 182 | 22               | 23               | 45               | 64               | 5                | 0 | 0                    | 0                    | 2                    |                      |                      |

## Trophées et honneurs personnels

### ECAC
- 2019-2020 : 
  - joueur de l'année
  - nommé dans la première équipe d'étoiles